# 성동글로벌경영고등학교
성동글로벌경영고등학교(城東글로벌經營高等學校)는 대한민국 서울특별시 중구 신당동에 위치한 공립 고등학교이다.

## 학교 연혁
- 1961년 3월 3일 : 성동여자실업고등학교 설립 인가
- 1961년 5월 5일 : 개교 및 제1학년 입학식 거행
- 1971년 9월 1일 : 교사를 신당1동 250-3으로 이전
- 2008년 1월 18일 : 서울특별시교육청 MD분야 특성화고로 지정
- 2009년 3월 1일 : 성동글로벌경영고등학교로 교명 변경
- 2020년 9월 1일 : 제22대 김우섭 교장 취임
- 2022년 1월 6일 : 제59회 졸업식(185명 졸업, 총 졸업생 30,665명)
- 2022년 3월 2일 : 제62회 입학(116명)

## 설치 학과
- 금융정보과
- 패션디자인과
- 글로벌경영과
- 세무행정과
- 문화콘텐츠디자인과
- 반려동물케어과

## 참고 자료
- 성동글로벌경영고등학교 - 한국교육학술정보원 학교알리미